# リトルシニア東北連盟出身の主な選手
リトルシニア東北連盟出身の主な選手は、リトルシニア東北連盟を卒業したプロ野球選手（NPB所属）および著名人の一覧である。

## 青森ブロック
弘前リトルシニア
- 小林大誠：八戸学院野辺地西高→青森中央学院大中退→BC・富山→BC・武蔵→巨人（15育②：16）
- 藤田航生：弘前工業高→西武（15⑨：16〜20）

弘前白神リトルシニア
- 外崎修汰：弘前実業高→富士大→西武（14③：15～）

青森山田リトルシニア
- 齋藤誠哉：磐田東高→ソフトバンク（14育②：15～18）→BC・栃木（19～20）→BC・福島（21～）
- 三森大貴：青森山田高(甲)→ソフトバンク（16④：17～）
- 木浪聖也：青森山田高→亜細亜大→Honda→阪神（18③：19～）

## 岩手ブロック
花巻リトルシニア
- 堀田賢慎：青森山田高→巨人（19①：20〜）
- 川原田純平：青森山田高→ソフトバンク（20④：21〜）

一関リトルシニア
- 大谷翔平：花巻東高(甲)→日本ハム（12①：13〜17）→エンゼルス（18〜）

盛岡東リトルシニア
- 菊池雄星：花巻東高(甲)→西武（09①：10〜18）→マリナーズ（19〜）

## 宮城ブロック
東北リトルシニア
- 橋本到：仙台育英高(甲)→巨人（08④：09〜18）→楽天（19引）
- 佐藤貴規：仙台育英高(甲)→ヤクルト（10育③：11〜14）→BC・福島（15〜16）→TFUクラブ

塩釜中央リトルシニア
- 木村謙吾：仙台育英高(甲)→楽天（10育②：11〜14）→TFUクラブ

仙台西部リトルシニア
- 由規（佐藤由規）：仙台育英高(甲)→ヤクルト（07①：08〜18）→楽天（19〜20）→BC・武蔵（21〜）

石巻中央リトルシニア
- 岡野祐一郎：聖光学院高(甲)→青山学院大→東芝→中日（19③：20〜）

仙台東部リトルシニア
- 加藤政義：東北高(甲)→九州国際大→日本ハム（09③：10〜13）→横浜DeNA（14〜15引）
- 熊谷敬宥：仙台育英高(甲)→立教大→阪神（17③：18〜）

七ヶ浜リトルシニア
- 伊藤祐介：聖和学園高→東北学院大→ソフトバンク（12②：13〜15引）
- 平沢大河：仙台育英高(甲)→ロッテ（15①：16〜）

- 馬場皐輔：仙台育英高(甲)→仙台大→阪神（17①：18〜）

## 秋田ブロック
本荘由利リトルシニア
- 遠藤成：東海大相模高(甲)→阪神（19④：20〜）

秋田南リトルシニア
- 石塚綜一郎：黒沢尻工業高→ソフトバンク（19育①：20〜）

## 山形ブロック
山形リトルシニア
- 中野拓夢：日大山形高(甲)→東北福祉大→三菱自動車岡崎→阪神（20⑥：21〜）

山形中央リトルシニア
- 鈴木駿也：山形中央高→ソフトバンク（08⑦：09〜14）→日本製鉄室蘭シャークス（15〜20引）

## 福島ブロック
相双中央リトルシニア
- 赤間謙：東海大山形高→東海大→鷺宮製作所→オリックス（15⑨：16〜18）→横浜DeNA（18〜20引）

- 横山貴明：聖光学院高(甲)→早稲田大→楽天（13⑥：14〜18）→メキシコシティ・レッドデビルズ（19）→BC・福島（19）→IL・高知（20引）

いわきリトルシニア
- 細川成也：明秀日立高→横浜DeNA（16⑤：17〜）